# Ernest-Auguste de Schleswig-Holstein-Sonderbourg-Augustenbourg
Ernest Auguste de Schleswig-Holstein-Sonderbourg-Augustenbourg (né le 30 octobre 1660  à Sønderborg – 12 mars 1731 à Hambourg) est un noble allemand, second fils du duc Ernest-Gonthier et de son épouse Augusta de Schleswig-Holstein-Sonderbourg-Glücksbourg.

## Biographie
En 1692, il succède à son frère Frédéric, tué au combat sans laisser d'héritier, comme duc de Schleswig-Holstein-Sonderbourg-Augustenbourg. 
En 1695 il épouse la baronne Marie-Thérèse de Velbrück († 1712) qui ne lui donne pas d'enfant. À sa mort c'est son neveu  Christian-Auguste de Schleswig-Holstein-Sonderbourg-Augustenbourg fils de Frédéric-Guillaume de Schleswig-Holstein-Sonderbourg-Augustenbourg qui lui succède sur le trône ducal.